# Julius Peppers
Julius Peppers (Wilson, Carolina del Norte, Estados Unidos, 18 de enero de 1980) es un jugador profesional de fútbol americano de la National Football League que juega en el equipo Carolina Panthers, en la posición de Defensive end con el número 90.

## Carrera deportiva
Julius Peppers proviene de la Universidad de Carolina del Norte en Chapel Hill y fue elegido en el Draft de la NFL de 2002, en la ronda número 1 con el puesto número 2 por el equipo Carolina Panthers.
Ha jugado en los equipos Carolina Panthers, Chicago Bears y Green Bay Packers.

## Estadísticas generales
| Tackles | Fumbles forzados | Intercepciones | Sacks |
| 34      | 2                | 11             | 9.5   |